# Pelastoneurus vilkamaai
Pelastoneurus vilkamaai är en tvåvingeart som beskrevs av Grichanov 2004. Pelastoneurus vilkamaai ingår i släktet Pelastoneurus och familjen styltflugor.
Artens utbredningsområde är Kongo. Inga underarter finns listade i Catalogue of Life.